# Liste der Abkürzungen in Wohnungsanzeigen
Die folgende Liste enthält gängige Abkürzungen in Kleinanzeigen für  Wohnungen im deutschsprachigen Raum:
| Abkürzung      | Bedeutung |
| -------------- | --- |
| 1ZBB           | 1 Zimmer mit Bad und Balkon |
| 1ZKB           | 1 Zimmer mit Küche und Bad |
| 1ZKBB          | 1 Zimmer mit Küche, Bad und Balkon |
| 1ZKBT          | 1 Zimmer mit Küche, Bad und Terrasse |
| 1ZKDB          | 1 Zimmer mit Küche, Diele und Bad |
| A              | Energieeffizienzklasse des Wohngebäudes (gemäß § 16a Abs. 1 Nr. 5 EnEV)                                                                  |
| A+             | Energieeffizienzklasse des Wohngebäudes (gemäß § 16a Abs. 1 Nr. 5 EnEV)                                                                  |
| AB             | Altbau |
| AEHP           | Autoeinstellhallenplatz (Schweiz) |
| AAP            | Autoabstellplatz / Aussenabstellplatz (Schweiz)                                                                                          |
| AK             | Abstellkammer |
| AR             | Abstellraum (wie Abstellkammer) |
| AWC            | Außen-WC |
| B              | Bad oder Bedarfsausweis (bezüglich § 16a Abs. 1 Nr. 1 EnEV) oder Energieeffizienzklasse des Wohngebäudes (gemäß § 16a Abs. 1 Nr. 5 EnEV) |
| BHKW           | Blockheizkraftwerk ist wesentlicher Energieträger nach § 16a Abs. 1 Nr. 3 EnEV                                                           |
| Bj             | Baujahr laut Energieausweis (gemäß § 16a Abs. 1 Nr. 4 EnEV)                                                                              |
| BK             | Betriebskosten (Hausmeister, Hausreinigung etc.); Balkon                                                                                 |
| BKVZ           | Betriebskostenvorauszahlung |
| BLK            | Balkon |
| C              | Energieeffizienzklasse des Wohngebäudes (gemäß § 16a Abs. 1 Nr. 5 EnEV)                                                                  |
| Ct             | Courtage |
| CP             | Carport |
| D              | Dusche oder Energieeffizienzklasse des Wohngebäudes (gemäß § 16a Abs. 1 Nr. 5 EnEV)                                                      |
| DB             | Duschbad |
| DG             | Dachgeschoss |
| DHH            | Doppelhaushälfte |
| DT             | Dachterrasse |
| E              | Elektrische Energie (auch Wärmepumpe), Strommix oder Erdwärme ist wesentlicher Energieträger nach § 16a Abs. 1 Nr. 3 EnEV                |
| EA             | Energieausweis |
| EB             | Erstbezug |
| EBK            | Einbauküche (gelegentlich auch: Ein Zimmer, Bad und Küche)                                                                               |
| EFH            | Einfamilienhaus |
| EG             | Erdgeschoss |
| EH             | Effizienzhaus |
| EHP            | Einstellhallenplatz |
| ELW            | Einliegerwohnung |
| E-Schr.        | Einbauschrank |
| ETG            | Etage |
| ETW            | Eigentumswohnung |
| EWAP           | Erstwohnungsanteilsplan (Schweiz), siehe Zweitwohnungsinitiative                                                                         |
| FBH            | Fußbodenheizung |
| FH / FHS / FMH | Familienhaus |
| FP             | Fixpreis |
| FW             | Fernwärme ist wesentlicher Energieträger nach § 16a Abs. 1 Nr. 3 EnEV                                                                    |
| Gas            | Erdgas oder Flüssiggas ist wesentlicher Energieträger nach § 16a Abs. 1 Nr. 3 EnEV                                                       |
| GE             | Geschäftseinheit |
| GEH            | Gasetagenheizung |
| gepf           | gepflegt |
| Gge            | Garage |
| GK             | Glaskeramikherd |
| GS             | Geschirrspüler |
| GWC            | Gäste-WC |
| HK             | Heizkosten |
| HMS            | Hausmeisterservice |
| HMV            | Hauptmieter-Vertrag |
| HMZ            | Hauptmietzins (österr. für Miete) |
| HP             | Hochparterre |
| HT             | Haustier |
| HH, HTH        | Hinterhaus |
| HWR            | Hauswirtschaftsraum |
| Hz             | Brennholz, Holzpellets, Holzhackschnitzel oder Pellets sind wesentlicher Energieträger nach § 16a Abs. 1 Nr. 3 EnEV                      |
| IWC            | Innen-WC |
| KDB            | Küche, Diele, Bad |
| HMV            | Hauptmieter-Vertrag |
| kHt            | keine Haustiere |
| KM             | Kaltmiete |
| KN, KoNi       | Kochnische |
| Ko             | Koks, Braunkohle oder Steinkohle ist wesentlicher Energieträger nach § 16a Abs. 1 Nr. 3 EnEV                                             |
| KP             | Kaufpreis |
| KR             | Kellerraum |
| KT             | Kaution |
| L              | Lift |
| Lam.           | Laminat |
| LFL            | Linker Flügel |
| MC             | Maklercourtage |
| MD             | Mieterdarlehen |
| m. F.          | mit Fenster |
| MFH            | Mehrfamilienhaus |
| MKM            | Monatskaltmiete |
| MM             | Monatsmiete |
| MS             | Mietsicherheit |
| mtl.           | monatlich |
| NB             | Neubau |
| NkVz           | Nebenkosten Vorauszahlung |
| NK             | Nebenkosten |
| NKM            | Nettokaltmiete |
| NM             | Nachmieter |
| NR             | Nichtraucher |
| NSP            | Nachtspeicherheizung |
| O              | Ofenheizung |
| Öl             | Heizöl ist wesentlicher Energieträger nach § 16a Abs. 1 Nr. 3 EnEV                                                                       |
| OG             | Obergeschoss |
| OH             | Ofenheizung |
| PK             | Parkett |
| Park.          | Parkett |
| P              | Parkplatz |
| PP             | Parkplatz |
| PTH            | Penthouse |
| RH             | Reihenhaus |
| REH            | Reihenendhaus |
| RMH            | Reihenmittelhaus |
| RFL            | Rechter Flügel |
| SFL            | Seitenflügel |
| SH             | Sammelheizung |
| So             | Solar ist wesentlicher Energieträger nach § 16a Abs. 1 Nr. 3 EnEV                                                                        |
| SP             | Stellplatz |
| SPK            | Speisekammer |
| SR             | Schrankraum |
| ST-W           | Souterrain-Whg. |
| STW            | Stockwerk |
| SW             | Ausrichtung nach Südwesten |
| SZ             | Schlafzimmer |
| TB             | Tageslichtbad |
| TeBo           | Teppichboden |
| TG             | Tiefgarage |
| TGL            | Tageslicht |
| TLB            | Tageslichtbad |
| TP-W           | Tiefparterre-Whg. (siehe Souterrain) |
| V              | Verbrauchsausweis (bezüglich § 16a Abs. 1 Nr. 1 EnEV)                                                                                    |
| VB             | Verhandlungsbasis |
| VZ             | Vorzimmer / Vorauszahlung |
| Wa/Du/WC       | ￼Wanne, Dusche, WC |
| WB             | Wannenbad |
| WBS            | Wohnberechtigungsschein |
| WE             | Wohneinheit |
| WEP            | Wochenendpendler |
| Wfl            | Wohnfläche |
| WG             | Wohngemeinschaft; Wintergarten |
| Whg.           | Wohnung |
| WM             | Warmmiete |
| WM-Anschl.     | Waschmaschinenanschluss |
| WW             | Warmwasser im Energiebedarfs- oder -verbrauchswert nach §16a Abs. 1 Nr. 2 EnEV enthalten                                                 |
| WWB            | Warmwasserbereitstellung |
| ZH             | Zentralheizung |
| Zi             | Zimmer |
| ZKB            | Zimmer, Küche und Bad |
| ZKD            | Zimmer, Küche und Dusche |